# 萧振瀛
萧振瀛（1890年5月2日—1947年5月8日），字仙阁，吉林省扶餘县四马架村人，中华民国军事将领，西北军要人。

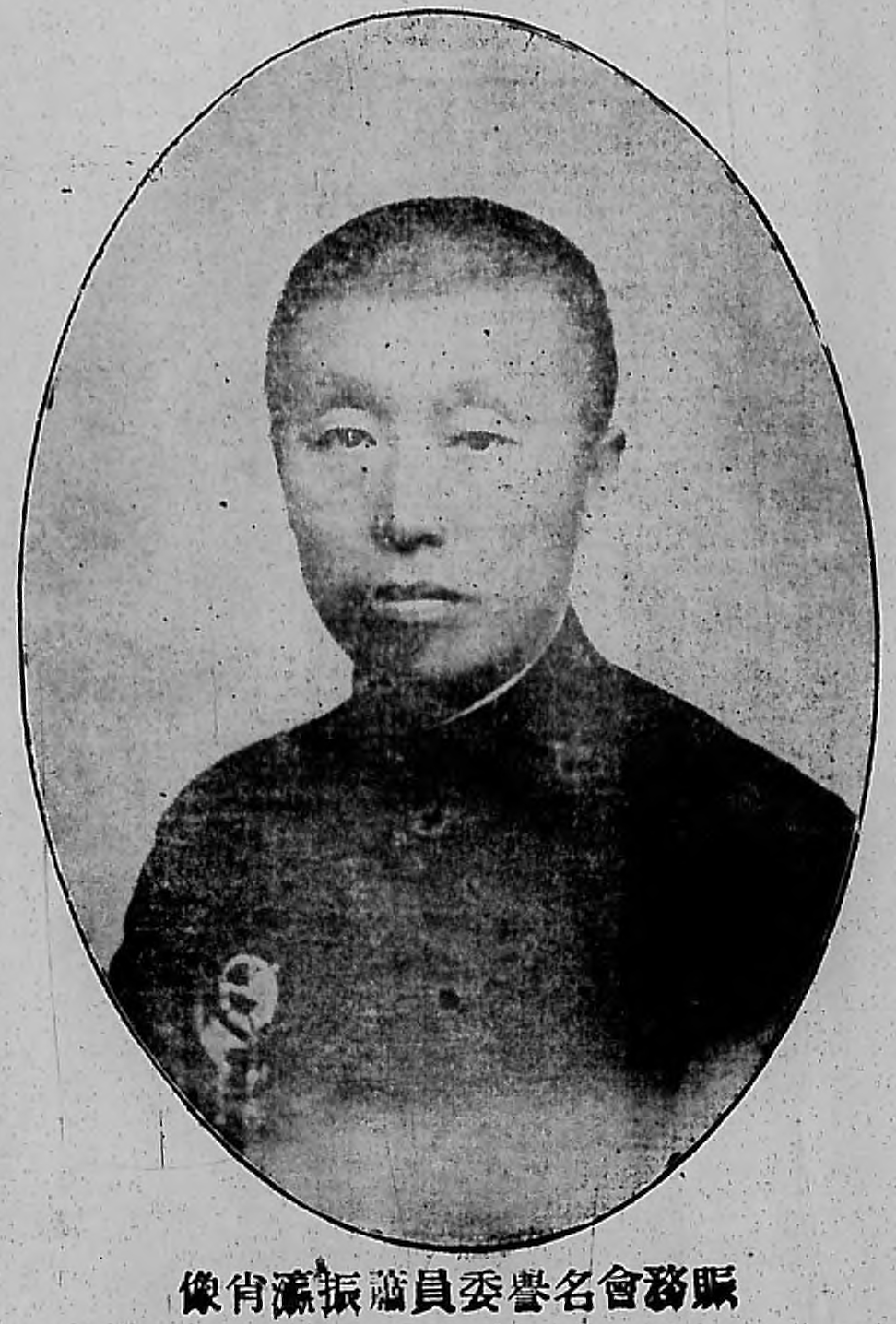

## 生平

### 西北军生涯
原籍山东省文登县大张村，后来其祖父闯关东逃荒，在扶余县落脚。萧振瀛生于扶余县四马架村，早年入吉林法政大学，后以该校学生身份参军，历任东北军孙烈臣部营长、参谋、军法官、吉林田赋局局长、国会参议院议员等职务。后来，他因不满吉林省政府吏治，并组织民治会，故遭到吉林省省长王树翰的排挤而离开中国东北。
从吉林法政大学毕业后，经友人李鸣钟介绍加入西北军。此后他历任绥远省临河县、五原县县长，包临道尹，西安市市长，军法处长等职务，并曾作为西北军代表在苏联工作。
1927年至1928年，冯玉祥追随蒋介石进行清党。萧振瀛时任军法处处长，释放了被捕的三千多名青年，包括于振瀛、李子健、陈健民等人。冯玉祥认为萧振瀛违犯军令，并且怀疑萧振瀛在苏联时同苏联共产党勾结，欲杀萧振瀛。但萧振瀛受到宋哲元、马鸿宾、门致中、冯治安等将领的支持，并且有闻承烈、张树声进行调解，冯玉祥乃未杀害萧振瀛，但二人自此结下深怨。
1930年夏，冯玉祥在中原大战中败北，西北军解体。蒋介石委托张学良主持华北军政，处理冯玉祥、阎锡山的善后问题。西北军将领推举萧振瀛出面召集西北军余部，重新编组成军队。在山西运城，萧振瀛召开了由张自忠、赵登禹、李文田、冯治安、何基沣、张维藩等人参加的西北军军官会议。军官们想推举萧振瀛任重新编成的军队的军长，但萧振瀛提议由宋哲元任军长。萧振瀛时任国民政府军事委员会中将参议，乃嘱咐宋哲元“向张学良请令”。经向张学良请示，张学良将该部队编为东北边防陆军第三军，宋哲元被任命为军长，萧振瀛任总参议兼驻陆海空军副司令行营代表和军法处长。1931年，该部队番号变更为国民革命军陆军第二十九军。何基沣曾说：“萧振瀛是二十九军缔造者。”

### 抗战爆发前夕
1932年初，二十九军开入察哈尔省。同年8月，萧振瀛任国民政府军事委员会北平分会委员。1933年初，日军进攻热河省，萧振瀛作为二十九军代表参加了蒋介石主持的军事会议。同年3月，日军占领热河省，此后又进攻长城各口。二十九军在作战中重创日军。1934年，萧振瀛代理察哈爾省政府主席。1935年12月，萧振瀛改任天津市市长，任至1936年6月。1936年1月起，萧振瀛兼任冀察经济委员会主席委员。在天津市市长任内，他积极减免捐税，举办皇会振兴天津经济，制定兴修农田水利计划，并拒绝了日本方面修筑沧石铁路以及成立天津电力公司的图谋。
1936年西安事变后，南京方面孔祥熙、宋美龄主张利用人情营救蒋介石，这同何应钦的使用军事手段营救蒋介石的主张发生矛盾，萧振瀛乃于南京从中斡旋，并且到苏联驻华使馆请求第三国际帮助解决事变。蒋介石归南京后，萧振瀛向其汇报了华北地区的政治情况。1937年，萧振瀛任经济考察专使，由时任东北大学代校长的刘凤竹作为秘书陪同，赴欧洲和美国进行考察。

### 在抗战中
抗日战争爆发后，萧振瀛奉蒋介石电令归国，1937年8月初到达上海。回到南京面见蒋介石后，他被任命为第一战区上将总参议（蒋介石自兼该战区司令长官，冯玉祥任副司令长官）。他获任命后当即赴华北抗日前线，以第一战区长官部的名义慰问二十九军官兵，并将该军扩编为第一集团军，由宋哲元任总司令，同时将原东北军万福麟部、西北军庞炳勋、张荫梧部以及石友三部等部队抚归第一战区。任内他还因反对冯玉祥利用第一战区另立山头的图谋而遭到冯玉祥三次派人暗杀，在泊头站，萧振瀛离开专车临时改乘汽车赴冯玉祥的治安防地，不久其专车便遭到冯玉祥派出的便衣队枪击，专车上的卫队一士兵及参谋霍占一受伤。此事曝光后，冯玉祥随即遭撤职。1938年春，第一战区改由程潜担任司令长官，萧振瀛留任第一战区总参议。同年冬，日军占领武汉，程潜调离第一战区，萧振瀛随国民政府撤往重庆。
1940年夏，朋友告诉萧振瀛蒋介石企图加害他，萧振瀛乃辞去军政各职，在重庆郊区山洞西山新村闲居，从事社会经济、文化以及公益事业，并常和前线军队联系。原西北军将领何基沣因访问延安而遭到拘禁，后来通过萧振瀛力保才重返前线。萧振瀛还经常参与原二十九军、原东北军、川军的事务。1941年，萧振瀛于重庆创建打捞公司，此后又同原二十九军部分将领及东北同乡创立大明公司。1942年，经刘航琛、潘文华、杜月笙等资助，萧振瀛创设大同银行并任董事长。同年，他和阎宝航、高崇民等创设胜利建国会。1943年，他创办了东北松花江中学，以收留东北流亡学生免费学习。后来，他还创办了东北儿童教养院，免费收养东北儿童。此外，他还兴办了大文书局等。

### 日本投降后
1945年8月日本投降后，萧振瀛和董事、股东们决定将一部分实业迁往北平、天津。1946年春，萧振瀛携家迁往北平，萧振瀛自己仍热心投身大同银行等实业。
1947年5月，萧振瀛突发脑溢血，经过几天昏迷后，于同年5月8日病逝于北平西堂子胡同旧居，享年57岁。军政首脑李宗仁、孔祥熙、于右任、程潜、傅作义，原东北军方面的莫德惠、马占山、李杜，原二十九军将领刘汝明、李文田、何基沣等人亲自为其撰写挽诗、挽联。